# Giacomo Orsini, conte di Tagliacozzo

Stemma Orsini

Giacomo Orsini (Tagliacozzo, 1379 circa – 1431) fu un condottiero della famiglia Orsini. Fu conte di Tagliacozzo dal 1394 fino alla sua morte e conte d'Albe dal 1404 al 1414. Nella sua dinamica politica a volte fu fedele al Regno di Napoli, altre volte allo Stato Pontificio..

## Biografia
Nacque poco prima del 1380 da Giovanni Orsini e Nicoletta Orsini, figlia di Gentile Orsini, conte di Sovana. Suo padre morì il 31 agosto 1390, poco dopo suo zio, Rinaldo Orsini.
Era troppo giovane per mantenere il controllo del padre e dello zio su Orvieto, Spoleto e L'Aquila. Il 1º aprile 1391 firmò un accordo con papa Bonifacio IX con il quale accettava di cedere la Rocca Albornoziana a Spoleto in cambio del Castello di San Polo a Tivoli, di cui prese possesso il 21 maggio. Nel 1394, raggiunse un accordo con la cugina Maria, erede di Rinaldo, in base al quale ereditò la contea di Tagliacozzo e gli altri possedimenti della famiglia nella Valle dell'Aniene e nella Marsica. Il suo titolo e i suoi feudi furono confermati dal re Ladislao di Napoli il 2 settembre 1395.
Orsini acquistò molti feudi nel Lazio e nell'Abruzzo, oltre a beni immobili nella stessa Roma. Nel 1400, acquistò il castello di Torano e, nel 1407, il castello di Pozzaglia Sabina. Nel 1403, il suo debito fiscale fu ridotto dal re. Nel 1404, la regina madre, Margherita di Durazzo , gli diede una pensione annua di 30 once e i feudi di Capistrello, Civitella, Civita d'Antino, Meta e Pescocanale, in cambio di quelli di Avezzano e Luco, ma soprattutto gli cedette la titolarità della contea d'Albe. Nel 1407, acquistò Mentana.
Orsini entrò a Roma con l'esercito napoletano nell'aprile del 1408. Nel 1409, tuttavia, ruppe con Ladislao e si schierò con papa Alessandro V. Come ricompensa, il papa dichiarò la contea di Tagliacozzo staccata dal regno di Napoli (13 agosto 1409) e annessa allo Stato pontificio, con Orsini come vicario perpetuo. Orsini nel 1414 a causa di contrasti con Giovanna II, succeduta al fratello nel 1414, perse la contea d'Albe, che gli fu revocata dalla regina, che tornò al Regio Demanio e che qualche anno dopo fu ceduta ai Colonna.
Orsini fu catturato nei pressi di Faenza l'8 luglio 1425, mentre serviva la Repubblica di Firenze contro il Ducato di Milano durante le guerre in Lombardia.
Morì nel 1431.

## Discendenza
Sposò in prime nozze Isabella, figlia di Goffredo Marzano, conte di Alife, che aveva sposato nel 1394 e in seconde nozze una certa Giovanna. Ebbe sette figli:
- Giannantonio (?-1456), condottiero, gli successe nella contea di Tagliacozzo
- Anastasia
- Angeletta
- Maria
- Paola
- Orsino (?-1406)
- Rinaldo (1402-1450), sposò Caterina Appiano, signora di Piombino.